# Vincelles (Saona i Loara)
Vincelles – miejscowość i gmina we Francji, w regionie Burgundia-Franche-Comté, w departamencie Saona i Loara.
Według danych na rok 1990 gminę zamieszkiwało 349 osób, a gęstość zaludnienia wynosiła 62 osoby/km² (wśród 2044 gmin Burgundii Vincelles plasuje się na 570. miejscu pod względem liczby ludności, natomiast pod względem powierzchni na miejscu 1200.).